# Phillip Walker

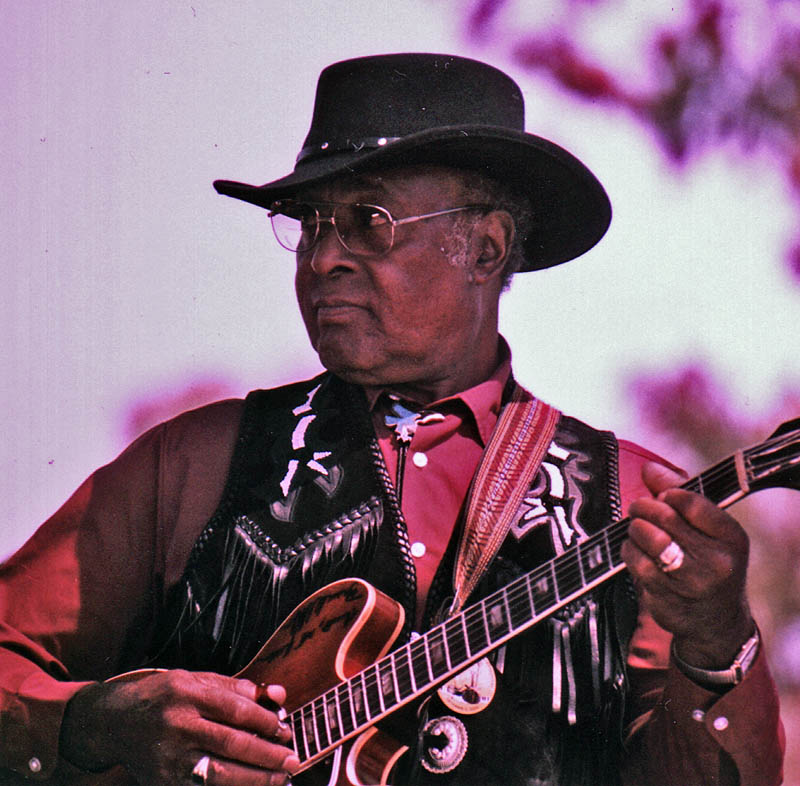
Phillip Walker, September 2000

Phillip Walker (* 11. Februar 1937 in Welsh, Louisiana; † 22. Juli 2010 in Palm Springs, Kalifornien) war ein US-amerikanischer Bluessänger und Gitarrist des West Coast Blues.

## Leben
Walker lernte als jugendlicher Gitarrenspiel; seine frühen Vorbilder waren die Gitarristen T-Bone Walker und Clarence Gatemouth Brown Mit 17 Jahren wurde er Mitglied der Band des Zydecomusikers Clifton Chenier, mit dem er zwei Jahre auf Tournee ging. Danach spielte er mit dem Memphiser R&B-Sänger Rosco Gordon und dem texanischen Gitarristen Long John Hunter. Nachdem er 1959 nach Kalifornien gezogen war, nahm er einige Singles wie Hello My Darling für das Label Elko von J.R. Fulbright auf und arbeitete dann mit dem Produzenten Bruce Bromberg und dem Songwriter Dennis Walker zusammen; gemeinsam entstanden in den 1960er Jahren Schallplatten des Gitarristen für die Label Vault, Fantasy, Joliet und Playboy. Nach Platten für Rounder Records wechselte Walker zu Brombergs Label Hightone und zum New Orleanser Label Black Top Records. Während der 1990er Jahre nahm er für das Chicagoer Alligator Records auf, bekanntestes Stück war „Lone Star Shootout“ mit den Musikern Long John Hunter und Lonnie Brooks im Jahr 1999. Sein letztes Album erschien 2007 bei Delta Groove (Going Back Home).

## Diskographie
- The Bottom of the Top (Playboy/HighTone, 1973)
- Someday You'll Have These Blues (Joliet, 1977)
- The Blues Show! Live at Pit Inn (Yupiteru, 1980)
- From LA to L.A. (Rounder, 1982)
- Tough As I Want to Be (Rounder, 1984)
- Blues (HighTone, 1988)
- Big Blues from Texas (JSP, 1994)
- Working Girl Blues (Black Top Records, 1995)
- I Got a Sweet Tooth (Black Top Records, 1998)
- Lone Star Shootout (Alligator, 1999)
- Live at Biscuits & Blues (M.C., 2002)
- Going Back Home (Delta Groove Productions, 2007)